# Ernst-Ulrich Gekeler
Ernst-Ulrich Gekeler (* 25. März 1951 in Tübingen) ist ein deutscher Mathematiker, der sich mit arithmetischer algebraischer Geometrie, algebraischer Zahlentheorie und automorphen Formen befasst. Seit 1991 ist er Professor an der Universität des Saarlandes.
Gekeler studierte als Stipendiat der Studienstiftung des deutschen Volkes Mathematik und Physik in Tübingen und Bonn mit dem Diplomabschluss in Mathematik 1974. Das zahlentheoretische Thema seiner Diplomarbeit lautete Quadratische Formen über elliptischen Funktionenkörpern. Gekeler wurde 1979 an der Universität Bonn bei  Günter Harder promoviert (Drinfeld-Moduln und modulare Formen über rationalen Funktionenkörpern). Er war unter anderem am Max-Planck-Institut für Mathematik in Bonn, am IHES und Institute for Advanced Study. 1986 habilitierte er sich. Gekeler war von 1988 bis 1991 Heisenberg-Stipendiat der Deutschen Forschungsgemeinschaft.
Er befasst sich mit Arithmetik globaler Funktionenkörper, Elliptischen Kurven, sowie Modulfunktionen und Drinfeld-Moduln. Daneben befasst er sich auch mit Kombinatorik und Computeralgebra.
Gekeler war von 2003 bis 2015 geschäftsführender Herausgeber der Zeitschrift Archiv der Mathematik.

## Schriften
- Drinfeld modular curves, Lecture Notes in Mathematics 1231, Springer Verlag 1986, ISBN 978-3-540-17201-7, doi:10.1007/BFb0072692
- mit anderen (Herausgeber) Drinfeld Modules, Modular Schemes and its Applications, World Scientific 1997, ISBN 978-981-02-3067-8